# Grüne Partei Georgiens
Die Grüne Partei (georgisch საქართველოს მწვანეთა პარტია Sakartwelos mzwaneta partia) ist eine Partei in Georgien. Sie tritt für ökologische Ziele ein.

## Geschichte
Die Partei erreichte 1992 bei den Parlamentswahlen 11 Mandate.
1995 wurde sie Mitglied der Regierungskoalition. 1999 erreichte sie bei den Parlamentswahlen nur noch 0,5 % der Stimmen. 2003 war sie Teil der geplanten Koalition unter Eduard Schewardnadse, die Wahl wurde allerdings für ungültig erklärt.
2014 trat sie nicht mit einer eigenen Liste zu den Parlamentswahlen an, sie unterstützte die "Traumkoalition", deren Mitglied ihr Vorsitzender Giorgi Gatschetschiladse wurde. 2014 verließ er die Koalition.
Die Partei ist Mitglied der Europäischen Grünen Partei.